# Seznam danskih kolesarjev
Seznam danskih kolesarjev.

## A
- Asbjørn Kragh Andersen
- Sören Kragh Andersen
- Kim Andersen
- Kasper Asgreen

## B
- Lars Bak
- Louis Bendixen
- Mikkel Bjerg
- Svend Erik Bjerg
- Matti Breschel

## C
- Magnus Cort

## D
- Amalie Dideriksen

## F
- Jakob Fuglsang

## H
- Lasse Norman Hansen
- Willy Hansen
- Mikkel Frølich Honoré
- Morten Hulgaard

## J
- Knud Enemark Jensen
- Christopher Juul-Jensen

## L
- Annika Langvad
- Niklas Larsen
- William Blume Levy
- Cecilie Uttrup Ludwig

## M
- Jens-Erik Madsen
- Pernille Mathiesen
- Michael Mørkøv

## N
- Philip Nielsen

## O
- Nina Krebs Ovesen

## P
- Mads Pedersen
- Johan Price-Pejtersen

## Q
- Rasmus Quaade

## R
- Michael Rasmussen
- Bjarne Riis

## S
- Mads Würtz Schmidt
- Chris Anker Sørensen
- Rolf Sørensen

## V
- Michael Valgren
- Jonas Vingegaard
- Troels Vinther

## W
- Frederik Wandahl